# Pluvialis dominica
Pluvialis dominica là một loài chim trong họ Charadriidae.
Môi trường sống sinh sản của loài chim này là lãnh nguyên Bắc Cực từ bắc Canada và Alaska. Chúng làm tổ trên mặt đất trong một khu vực rộng khô. Chúng di cư và mùa đông ở miền nam Nam Mỹ.